# Волов
Волов (пољ. Wołów) град је у Пољској у Војводству доњошлеском. По подацима из 2012. године број становника у месту је био 12 640.
.

## Становништво
| 2012.  |
| ------ |
| 12 640 |

## Партнерски градови
- Бухолц ин дер Нордхајде